# Forel (soort)

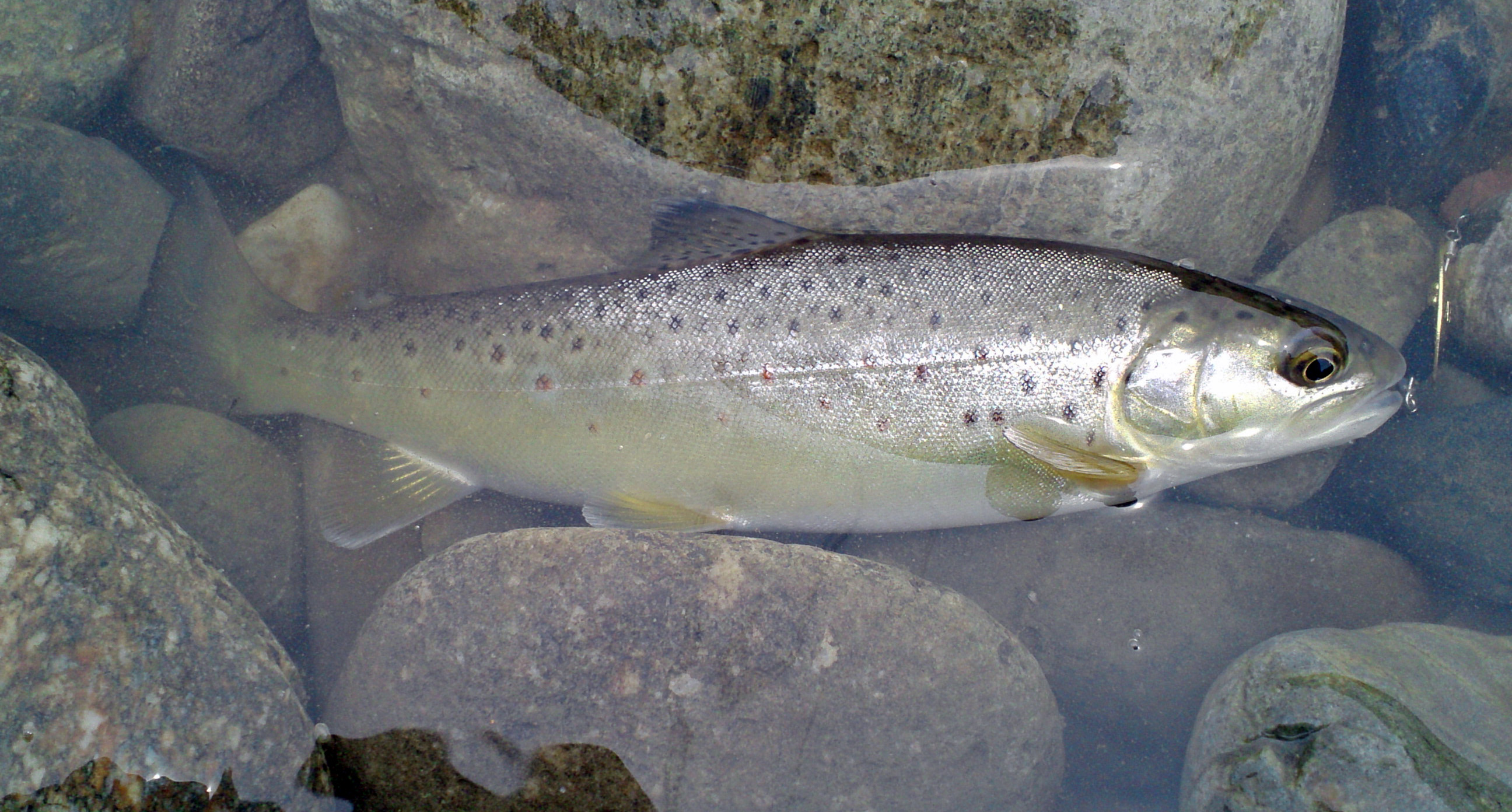
fario type

De naam forel, maar dan exclusief bedoeld als biologische soortnaam voor Salmo trutta staat voor een groep van vissen die volgens de meeste auteurs beschreven moeten worden als vormen (en niet als ondersoorten).

## Kenmerken
Deze vis heeft een grijsgroen lichaam op de rug, geelgrijs aan de zijkanten met rode en zwarte vlekken en een witgrijze buikzijde. De vetvin bevindt zich ver aan de achterkant. De bek is bezet met kleine tanden. De lichaamslengte komt meestal niet boven de 50 cm.

## Verspreiding en leefgebied
Deze soort komt voor langs de kust van Noord- en Midden-Europa

## Ondersoorten
Gebruikelijk is toch om wel onderscheid te maken in drie ondersoorten:
- De zeeforel als een trekkende (anadrome) vorm van de forel: Salmo trutta trutta.
- De meerforel, Salmo trutta lacustris
- De beekforel, Salmo trutta fario